# Liga Narodów CONCACAF 2019/2020
Liga Narodów CONCACAF 2019/2020 – pierwsza edycja rozgrywek Ligi Narodów CONCACAF, która będzie odbywać się od września 2019 do czerwca 2021. Wzięły w niej udział męskie reprezentacje seniorskie wszystkich 41 federacji krajowych zrzeszonych w CONCACAF.
Zwycięzcą turnieju zostały Stany Zjednoczone, które pokonały w finale Meksyk. Trzecie miejsce zajął Honduras, wygrywając z Kostaryką w meczu o trzecie miejsce.

## Zasady
- Wszystkie 41 reprezentacji CONCACAF zostało podzielonych na trzy dywizje (A, B, C). O podziale decydowały eliminacje.

- W każdej z dywizji wylosowano[1] 3- lub 4-zespołowe grupy. Rozegrane zostaną mecze na zasadzie "każdy z każdym" u siebie i na wyjeździe.

- Zwycięzcy grup w dywizjach B i C w kolejnej edycji (2022/2023) zagrają odpowiednio w dywizji A i B. Z kolei zespoły, które zajęły ostatnie miejsca w swoich grupach w dywizji A i B spadają do dywizji B i C.

- Zwycięzcy swoich grup w dywizji A zagrają w Turnieju Finałowym. Zostanie on rozegrany na neutralnym terenie. Najpierw odbędą się meczu półfinałowe, a potem mecz o 3. miejsce i finał. Zwycięzca zostanie triumfatorem Ligi Narodów CONCACAF 2019/20.

## Eliminacje
W pierwszej edycji musiały zostać rozegrane eliminacje, aby zadecydować o podziale na dywizje. Automatyczne miejsce w dywizji A miały zagwarantowane drużyny, które awansowały do rundy finałowej eliminacji Mistrzostw Świata 2018. Były to: Meksyk, Kostaryka, Panama, Honduras, Stany Zjednoczone oraz Trynidad i Tobago. Natomiast Gwatemala ze względu na dyskwalifikację została umieszczona w dywizji C.
O podziale pozostałych drużyn decydowały eliminacje. Wszystkie zespoły zostały podzielone na cztery koszyki.  Każda reprezentacja rozegrała jeden mecz z drużyną z każdego koszyku. W sumie każdy zespół  zagrał cztery mecze. Na ich podstawie utworzono tabelę. Zespoły z miejsc 1-6 kwalifikują się do dywizji A. Miejsca 7-22 dały prawo do gry w dywizji B. Drużyny, które zajęły miejsca 23-34 dostały się do dywizji C.

## Liga Narodów a Złoty Puchar CONCACAF
Wyniki Ligi Narodów 2019/20 bezpośrednio wpłyną na kwalifikacje do Złotego Pucharu CONCACAF 2021. W zależności od miejsca w grupie danej dywizji zespoły kwalifikują się na turniej bądź na rundę eliminacyjną.
W dywizji A zespoły, które zajęły pierwsze lub drugie miejsce w swoich grupach awansują na Złoty Puchar. Drużyny z trzeciego miejsca muszą brać udział w rundzie eliminacyjnej. Reprezentacje, które zajęły pierwsze miejsce w grupach w dywizji B również otrzymują automatyczny awans na turniej. Drużyny z drugich miejsc zagrają w rundzie eliminacyjnej. W dywizji C zespoły z pierwszego miejsca kwalifikują się do rundy eliminacyjnej.

## Drużyny uczestniczące i ich podział
| Koszyk | Drużyna           | Współ. | Ranking |
| ------ | ----------------- | ------ | ------- |
| 1      | Meksyk            | 1 998  | 1       |
| 1      | Stany Zjednoczone | 1 863  | 2       |
| 1      | Kostaryka         | 1 752  | 3       |
| 1      | Honduras          | 1 630  | 4       |
| 2      | Panama            | 1 579  | 5       |
| 2      | Kanada            | 1 471  | 7       |
| 2      | Haiti             | 1 359  | 10      |
| 2      | Trynidad i Tobago | 1 342  | 11      |
| 3      | Martynika         | 1 286  | 12      |
| 3      | Kuba              | 1 152  | 13      |
| 3      | Curaçao           | 1 079  | 15      |
| 3      | Bermudy           | 865    | 23      |

| Koszyk | Drużyna                   | Współ. | Ranking |
| ------ | ------------------------- | ------ | ------- |
| 1      | Jamajka                   | 1 507  | 6       |
| 1      | Salwador                  | 1 380  | 9       |
| 1      | Nikaragua                 | 1 083  | 14      |
| 1      | Gujana Francuska          | 1 057  | 16      |
| 2      | Saint Kitts i Nevis       | 1 018  | 18      |
| 2      | Dominikana                | 983    | 19      |
| 2      | Surinam                   | 975    | 20      |
| 2      | Gujana                    | 953    | 21      |
| 3      | Antigua i Barbuda         | 930    | 22      |
| 3      | Belize                    | 831    | 24      |
| 3      | Saint Vincent i Grenadyny | 821    | 25      |
| 3      | Saint Lucia               | 813    | 26      |
| 4      | Grenada                   | 749    | 28      |
| 4      | Aruba                     | 638    | 31      |
| 4      | Dominika                  | 593    | 32      |
| 4      | Montserrat                | 478    | 35      |

| Koszyk | Drużyna                              | Współ. | Ranking |
| ------ | ------------------------------------ | ------ | ------- |
| 1      | Gwatemala                            | 1 419  | 8       |
| 1      | Gwadelupa                            | 1 054  | 17      |
| 1      | Bonaire                              | 766    | 27      |
| 1      | Barbados                             | 707    | 29      |
| 2      | Portoryko                            | 665    | 30      |
| 2      | Bahamy                               | 582    | 33      |
| 2      | Kajmany                              | 532    | 34      |
| 2      | Turks i Caicos                       | 453    | 36      |
| 3      | Wyspy Dziewicze Stanów Zjednoczonych | 392    | 37      |
| 3      | Saint-Martin                         | 338    | 38      |
| 3      | Sint Maarten                         | 328    | 39      |
| 3      | Brytyjskie Wyspy Dziewicze           | 257    | 40      |
| 3      | Anguilla                             | 250    | 41      |

## Dywizja A

### Grupa A
| Zespół            | Pkt | M | W | R | P | Br+ | Br− | +/− |
| ----------------- | --- | - | - | - | - | --- | --- | --- |
| Stany Zjednoczone | 9   | 4 | 3 | 0 | 1 | 15  | 3   | +12 |
| Kanada            | 9   | 4 | 3 | 0 | 1 | 10  | 4   | +6  |
| Kuba              | 0   | 4 | 0 | 0 | 4 | 0   | 18  | -18 |

| 8 września 2019 | Kanada                                                          | 6:0   | Kuba |                                               |
| 02:00 CEST      | Hoilett 13', 50', 82' (k.) · David 21' · Osorio 52' · Henry 65' | (2:0) |      | BMO Field, Toronto Sędzia: Fernando Hernández |

| 11 września 2019 | Kuba | 0:1   | Kanada    |                                                                    |
| 01:15 CEST       |      | (0:1) | 9' Davies | Truman Bodden Stadium, George Town (Kajmany) Sędzia: Mario Escobar |

| 12 października 2019 | Stany Zjednoczone                                                                     | 7:0   | Kuba |                                            |
| 01:00 CEST           | McKennie 1', 5', 13' · Morris 19' · Ramos 37' (sam.) · Sargent 40' · Pulisic 62' (k.) | (6:0) |      | Audi Field, Waszyngton Sędzia: José Torres |

| 16 października 2019 | Kanada                       | 2:0   | Stany Zjednoczone |                                             |
| 01:30 CEST           | Davies 63' · Cavallini 90+1' | (0:0) |                   | BMO Field, Toronto Sędzia: Daneon Parchment |

| 16 listopada 2019 | Stany Zjednoczone                      | 4:1   | Kanada      |                                                      |
| 01:15 CET         | Morris 2' · Zardes 23', 89' · Long 34' | (3:0) | 34' Vitória | Exploria Stadium, Orlando Sędzia: César Arturo Ramos |

| 20 listopada 2019 | Kuba | 0:4   | Stany Zjednoczone                 |                                                                 |
| 01:30 CET         |      | (0:3) | 1', 66' Sargent · 26', 39' Morris | Truman Bodden Stadium, George Town (Kajmany) Sędzia: John Pitti |

### Grupa B
| Zespół  | Pkt | M | W | R | P | Br+ | Br− | +/− |
| ------- | --- | - | - | - | - | --- | --- | --- |
| Meksyk  | 12  | 4 | 4 | 0 | 0 | 13  | 3   | +10 |
| Panama  | 3   | 4 | 1 | 0 | 3 | 5   | 9   | -4  |
| Bermudy | 3   | 4 | 1 | 0 | 3 | 5   | 11  | -6  |

| 6 września 2019 | Bermudy             | 1:4   | Panama                                                  |                                                       |
| 00:00 CEST      | Cummings 44' (sam.) | (1:2) | 31', 66' G. Torres · 45' Blackburn · 90+3' Carrasquilla | Stadion Narodowy, Hamilton Sędzia: Raúl Castro Zúñiga |

| 9 września 2019 | Panama | 0:2   | Bermudy        |                                                          |
| 02:00 CEST      |        | (0:1) | 22', 61' Wells | Estadio Rommel Fernández, Panama Sędzia: Nitzar Sandoval |

| 12 października 2019 | Bermudy   | 1:5   | Meksyk                                                    |                                                   |
| 03:00 CEST           | Wells 56' | (0:2) | 25' Antuna · 45+2', 53' Macías · 60' Lozano · 71' Herrera | Stadion Narodowy, Hamilton Sędzia: Henry Bejarano |

| 16 października 2019 | Meksyk                                    | 3:1   | Panama             |                                            |
| 04:00 CEST           | Alvarado 28' · Macías 75' · Pizarro 90+2' | (1:1) | 42' (sam.) Salcedo | Estadio Azteca, Meksyk Sędzia: Iván Barton |

| 16 listopada 2019 | Panama | 0:3   | Meksyk                             |                                                          |
| 04:00 CET         |        | (0:1) | 8', 83' (k.) Jiménez · 70' Álvarez | Estadio Rommel Fernández, Panama Sędzia: Ricardo Montero |

| 20 listopada 2019 | Meksyk                     | 2:1   | Bermudy      |                                                     |
| 04:00 CET         | Córdova 27' · Antuna 90+3' | (1:1) | 10' Leverock | Estadio Nemesio Díez, Toluca Sędzia: Ismael Cornejo |

### Grupa C
| Zespół            | Pkt | M | W | R | P | Br+ | Br− | +/− |
| ----------------- | --- | - | - | - | - | --- | --- | --- |
| Honduras          | 10  | 4 | 3 | 1 | 0 | 8   | 1   | +7  |
| Martynika         | 3   | 4 | 0 | 3 | 1 | 4   | 5   | -1  |
| Trynidad i Tobago | 2   | 4 | 0 | 2 | 2 | 3   | 9   | -6  |

| 7 września 2019 | Martynika    | 1:1   | Trynidad i Tobago |                                                               |
| 00:00 CEST      | Mandouki 41' | (1:0) | 65' (k.) Jones    | Stade d’Honneur de Dillon, Fort-de-France Sędzia: José Kellys |

| 10 września 2019 | Trynidad i Tobago       | 2:2   | Martynika                   |                                                              |
| 03:00 CEST       | Molino 17' · Telfer 46' | (1:0) | 60' (sam.) Carr · 80' Delem | Hasely Crawford Stadium, Port-of-Spain Sędzia: Diego Montaño |

| 11 października 2019 | Trynidad i Tobago | 0:2   | Honduras                |                                                              |
| 01:00 CEST           |                   | (0:0) | 52' Moya · 90' Martínez | Hasely Crawford Stadium, Port-of-Spain Sędzia: Mario Escobar |

| 14 października 2019 | Honduras             | 1:0   | Martynika |                                                                        |
| 04:00 CEST           | Barthéléry 4' (sam.) | (1:0) |           | Estadio Olímpico Metropolitano, San Pedro Sula Sędzia: Adonai Escobedo |

| 15 listopada 2019 | Martynika  | 1:1   | Honduras  |                                                             |
| 02:00 CET         | Rivière 5' | (1:0) | 65' Mejía | Stade d’Honneur de Dillon, Fort-de-France Sędzia: Ted Unkel |

| 18 listopada 2019 | Honduras                                  | 4:0   | Trynidad i Tobago |                                                                     |
| 04:00 CET         | Toro 5' · Moya 20' · Elis 45+2' (k.), 54' | (3:0) |                   | Estadio Olímpico Metropolitano, San Pedro Sula Sędzia: Joel Aguilar |

### Grupa D
| Zespół    | Pkt | M | W | R | P | Br+ | Br− | +/− |
| --------- | --- | - | - | - | - | --- | --- | --- |
| Kostaryka | 6   | 4 | 1 | 3 | 0 | 4   | 3   | +1  |
| Curaçao   | 5   | 4 | 1 | 2 | 1 | 3   | 3   | 0   |
| Haiti     | 3   | 4 | 0 | 3 | 1 | 3   | 4   | -1  |

| 8 września 2019 | Curaçao  | 1:0   | Haiti |                                                         |
| 00:00 CEST      | Hooi 70' | (0:0) |       | Ergilio Hato Stadium, Willemstad Sędzia: Keylor Herrera |

| 11 września 2019 | Haiti       | 1:1   | Curaçao  |                                                                     |
| 00:00 CEST       | Pierrot 15' | (1:1) | 41' Hooi | Stade Sylvio Cator, Port-au-Prince Sędzia: Walter López Castellanos |

| 11 października 2019 | Haiti       | 1:1   | Kostaryka |                                                               |
| 03:00 CEST           | Pierrot 82' | (0:0) | 53' Ortiz | Thomas Robinson Stadium, Nassau (Bahamy) Sędzia: Drew Fischer |

| 14 października 2019 | Kostaryka | 0:0   | Curaçao |                                                                    |
| 02:00 CEST           |           | (0:0) |         | Estadio Alejandro Morera Soto, Alajuela Sędzia: Armando Villarreal |

| 15 listopada 2019 | Curaçao   | 1:2   | Kostaryka                    |                                                      |
|                   | Janga 20' | (1:1) | 14' (k.) Venegas · 84' Calvo | Ergilio Hato Stadium, Willemstad Sędzia: Marco Ortiz |

| 18 listopada 2019 | Kostaryka | 1:1   | Haiti          |                                                               |
|                   | Calvo 27' | (1:1) | 38' (k.) Nazon | Estadio Ricardo Saprissa Aymá, San José Sędzia: Said Martínez |

## Dywizja B

### Grupa A
| Zespół              | Pkt | M | W | R | P | Br+ | Br− | +/− |
| ------------------- | --- | - | - | - | - | --- | --- | --- |
| Grenada             | 14  | 6 | 4 | 2 | 0 | 8   | 4   | +4  |
| Gujana Francuska    | 8   | 6 | 2 | 2 | 2 | 8   | 6   | +2  |
| Belize              | 6   | 6 | 2 | 0 | 4 | 6   | 12  | -6  |
| Saint Kitts i Nevis | 5   | 6 | 1 | 2 | 3 | 8   | 8   | 0   |

| 6 września 2019 | Grenada                    | 2:1   | Saint Kitts i Nevis |                                                         |
| 00:00 CEST      | Mitchell 19' · Charles 82' | (1:0) | 57' Hanley          | Stadion Narodowy, Saint George’s Sędzia: Kevin Morrison |

| 6 września 2019 | Gujana Francuska | 3:0wowynik. | Belize |                                                  |
| 02:00 CEST      |                  |             |        | Stade Municipal Dr. Edmard Lama, Remire-Montjoly |

| 8 września 2019 | Belize       | 1:2   | Grenada                             |                                                       |
| 22:00 CEST      | McCaulay 24' | (1:0) | 59' (sam.) Peterson · 90+3' Charles | Isidoro Beaton Stadium, Belmopan Sędzia: Erick Lezama |

| 9 września 2019 | Saint Kitts i Nevis    | 2:2   | Gujana Francuska          |                                                                   |
| 01:00 CEST      | Amory 50' · Liburd 75' | (0:1) | 23' Haabo · 53' (k.) Éric | Warner Park Sporting Complex, Basseterre Sędzia: Melvin Matamoros |

| 10 października 2019 | Belize | 0:4   | Saint Kitts i Nevis                            |                                                       |
| 23:00 CEST           |        | (0:1) | 12' Sterling-James · 48' (k.), 56', 63' Liburd | Isidoro Beaton Stadium, Belmopan Sędzia: Sergio Reyna |

| 11 października 2019 | Gujana Francuska | 0:0   | Grenada |                                                                  |
| 02:00 CEST           |                  | (0:0) |         | Stade Municipal Dr. Edmard Lama, Kajenna Sędzia: Tristley Bassue |

| 14 października 2019 | Saint Kitts i Nevis | 0:1   | Belize        |                                                                |
| 00:00 CEST           |                     | (0:1) | 3' (k.) Smith | Warner Park Sporting Complex, Basseterre Sędzia: Jaime Herrera |

| 14 października 2019 | Grenada     | 1:0   | Gujana Francuska |                                                      |
| 01:00 CEST           | Charles 67' | (0:0) |                  | Stadion Narodowy, Saint George’s Sędzia: Bryan López |

| 14 listopada 2019 | Saint Kitts i Nevis | 0:0   | Grenada |                                                                   |
| 23:00 CET         |                     | (0:0) |         | Warner Park Sporting Complex, Basseterre Sędzia: Daneon Parchment |

| 15 listopada 2019 | Belize                  | 2:0   | Gujana Francuska |                                                       |
| 00:00 CET         | Lewis 4' · McCaulay 70' | (1:0) |                  | Isidoro Beaton Stadium, Belmopan Sędzia: Erick Lezama |

| 18 listopada 2019 | Grenada               | 3:2   | Belize                    |                                                      |
| 01:00 CET         | Charles 14', 59', 68' | (1:1) | 32' Gaynair · 55' Salazar | Stadion Narodowy, Saint George’s Sędzia: José Torres |

| 18 listopada 2019 | Gujana Francuska                 | 3:1   | Saint Kitts i Nevis |                                                               |
| 02:00 CET         | Marigard 19', 28' · Sarrucco 76' | (2:1) | 11' Terrrell        | Stade Municipal Dr. Edmard Lama, Kajenna Sędzia: Oscar Macías |

### Grupa B
| Zespół      | Pkt | M | W | R | P | Br+ | Br− | +/− |
| ----------- | --- | - | - | - | - | --- | --- | --- |
| Salwador    | 15  | 6 | 5 | 0 | 1 | 10  | 1   | +9  |
| Montserrat  | 8   | 6 | 2 | 2 | 2 | 4   | 5   | -1  |
| Dominikana  | 7   | 6 | 2 | 1 | 3 | 5   | 5   | 0   |
| Saint Lucia | 4   | 6 | 1 | 1 | 4 | 2   | 10  | -8  |

| 7 września 2019 | Montserrat               | 2:1   | Dominikana |                                                     |
| 21:00 CEST      | Comley 29' · Clifton 65' | (1:1) | 23' García | Blakes Estate Stadium, Lookout Sędzia: Sergio Reyna |

| 8 września 2019 | Salwador                                   | 3:0   | Saint Lucia |                                                       |
| 04:00 CEST      | Orellana 7' · Cerén 73' (k.) · Bonilla 87' | (1:0) |             | Estadio Cuscatlán, San Salvador Sędzia: Óscar Moncada |

| 10 września 2019 | Montserrat     | 1:1   | Saint Lucia        |                                                       |
| 22:00 CEST       | Weir-Daley 45' | (1:0) | 87' (k.) Frederick | Blakes Estate Stadium, Lookout Sędzia: Nelson Salgado |

| 11 września 2019 | Dominikana | 1:0   | Salwador |                                                                     |
| 00:00 CEST       | Bueno 7'   | (1:0) |          | Estadio Olímpico Félix Sánchez, Santo Domingo Sędzia: Oshane Nation |

| 13 października 2019 | Dominikana                            | 3:0   | Saint Lucia |                                                                       |
| 00:00 CEST           | López 34' · Romero 52' · González 85' | (1:0) |             | Estadio Olímpico Félix Sánchez, Santo Domingo Sędzia: Nitzar Sandoval |

| 13 października 2019 | Montserrat | 0:2   | Salwador                   |                                                      |
| 04:00 CEST           |            | (0:1) | 43' Domínguez · 78' Zelaya | Blakes Estate Stadium, Lookout Sędzia: Juan Calderón |

| 15 października 2019 | Dominikana | 0:0   | Montserrat |                                                                          |
| 22:00 CEST           |            | (0:0) |            | Estadio Olímpico Félix Sánchez, Santo Domingo Sędzia: Raúl Castro Zuniga |

| 15 października 2019 | Saint Lucia | 0:2   | Salwador                  |                                                     |
| 23:00 CEST           |             | (0:0) | 68' Zelaya · 88' Portillo | Beausejour Stadium, Gros Islet Sędzia: Erick Lezama |

| 17 listopada 2019 | Saint Lucia | 1:0   | Dominikana |                                                      |
| 00:00 CET         | Joseph 38'  | (1:0) |            | Beausejour Stadium, Gros Islet Sędzia: Jaime Herrera |

| 17 listopada 2019 | Salwador       | 1:0   | Montserrat |                                                        |
| 04:00 CET         | Portillo 90+1' | (0:0) |            | Estadio Cuscatlán, San Salvador Sędzia: Oliver Vergara |

| 19 listopada 2019 | Salwador                  | 2:0   | Dominikana |                                                         |
| 23:00 CET         | Portillo 16' · Punyed 87' | (1:0) |            | Estadio Cuscatlán, San Salvador Sędzia: Benjamín Pineda |

| 20 listopada 2019 | Saint Lucia | 0:1   | Montserrat |                                                      |
| 01:00 CET         |             | (0:1) | 35' Pond   | Beausejour Stadium, Gros Islet Sędzia: Oshane Nation |

### Grupa C
| Zespół            | Pkt | M | W | R | P | Br+ | Br− | +/− |
| ----------------- | --- | - | - | - | - | --- | --- | --- |
| Jamajka           | 16  | 6 | 5 | 1 | 0 | 21  | 1   | +20 |
| Gujana            | 10  | 6 | 3 | 1 | 2 | 12  | 10  | +10 |
| Antigua i Barbuda | 9   | 6 | 3 | 0 | 3 | 8   | 17  | -9  |
| Aruba             | 0   | 6 | 0 | 0 | 6 | 5   | 18  | -13 |

| 7 września 2019 | Aruba | 0:1   | Gujana     |                                                                  |
| 01:00 CEST      |       | (0:1) | 23' Holder | Ergilio Hato Stadium, Willemstad (Curaçao) Sędzia: Jaime Herrera |

| 7 września 2019 | Jamajka                                                            | 6:0   | Antigua i Barbuda |                                                                |
| 02:00 CEST      | Nicolson 9', 51' · Reid 31' · Brown 67' · Bailey 77' · Vassell 81' | (2:0) |                   | Montego Bay Sports Complex, Montego Bay Sędzia: Oliver Vergara |

| 9 września 2019 | Antigua i Barbuda         | 2:1   | Aruba            |                                                                 |
| 21:00 CEST      | Bishop 8' · Harriette 69' | (1:1) | 45+5' Groothusen | Sir Vivian Richards Stadium, North Sound Sędzia: Rubiel Vazquez |

| 10 września 2019 | Gujana | 0:4   | Jamajka                           |                                                                      |
| 01:00 CEST       |        | (0:3) | 14', 26' Powell · 44', 54' Orgill | Synthetic Track and Field Facility, Leonora Sędzia: William Anderson |

| 11 października 2019 | Antigua i Barbuda           | 2:1   | Gujana       |                                                                 |
| 23:00 CEST           | Griffith 15' · Benjamin 17' | (2:0) | 50' Welshman | Sir Vivian Richards Stadium, North Sound Sędzia: Keylor Herrera |

| 13 października 2019 | Jamajka                      | 2:0   | Aruba |                                                 |
| 00:00 CEST           | Williams 13' · Nicholson 89' | (1:0) |       | Independence Park, Kingston Sędzia: Jorge Pérez |

| 15 października 2019 | Gujana                                                 | 5:1   | Antigua i Barbuda |                                                                      |
| 01:00 CEST           | Bobb 1', 28' · Holder 65' · Daniel 77' · Schultz 90+3' | (2:0) | 48' Jarvis        | Synthetic Track and Field Facility, Leonora Sędzia: William Anderson |

| 16 października 2019 | Aruba | 0:6   | Jamajka                                                                  |                                                                    |
| 01:00 CEST           |       | (0:4) | 7' Willis · 17', 53' Foster · 19' Walker · 34' Nicholson · 47' Flemmings | Ergilio Hato Stadium, Willemstad (Curaçao) Sędzia: Ricardo Montero |

| 16 listopada 2019 | Antigua i Barbuda | 0:2   | Jamajka                 |                                                                    |
| 01:00 CET         |                   | (0:1) | 34' Willis · 58' Morris | Sir Vivian Richards Stadium, North Sound Sędzia: Randy Encarnación |

| 16 listopada 2019 | Gujana                                   | 4:2   | Aruba                    |                                                                    |
| 02:00 CET         | Briggs 7' · Harriott 44' · Bobb 53', 73' | (2:2) | 2' Croes · 22' Breinburg | Synthetic Track and Field Facility, Leonora Sędzia: Kevin Morrison |

| 19 listopada 2019 | Aruba                | 2:3   | Antigua i Barbuda                           |                                                                |
| 00:00 CET         | John 20' · Harms 76' | (1:1) | 36' Benjamin · 82' (sam.) Harms · 84' Bowry | Ergilio Hato Stadium, Willemstad (Curaçao) Sędzia: Jorge Pérez |

| 19 listopada 2019 | Jamajka  | 1:1   | Gujana       |                                                                |
| 02:00 CET         | East 50' | (0:1) | 45' Welshman | Montego Bay Sports Complex, Montego Bay Sędzia: Keylor Herrera |

### Grupa D
| Zespół                    | Pkt | M | W | R | P | Br+ | Br− | +/− |
| ------------------------- | --- | - | - | - | - | --- | --- | --- |
| Surinam                   | 13  | 6 | 4 | 1 | 1 | 16  | 5   | +11 |
| Saint Vincent i Grenadyny | 11  | 6 | 3 | 2 | 1 | 6   | 4   | +2  |
| Nikaragua                 | 7   | 6 | 2 | 1 | 3 | 9   | 11  | -2  |
| Dominika                  | 3   | 6 | 1 | 0 | 5 | 3   | 14  | -11 |

| 5 września 2019 | Dominika      | 1:2   | Surinam         |                                             |
| 21:00 CEST      | Frederick 23' | (1:1) | 7', 90' Vlijter | Windsor Park, Roseau Sędzia: Jamar Springer |

| 6 września 2019 | Nikaragua        | 1:1   | Saint Vincent i Grenadyny |                                                                      |
| 02:00 CEST      | Yorke 87' (sam.) | (0:1) | 45+2' Anderson            | Estadio Nacional de Fútbol, Managua Sędzia: Walter López Castellanos |

| 9 września 2019 | Saint Vincent i Grenadyny | 1:0   | Dominika |                                                       |
| 00:00 CEST      | Cunningham 45+2'          | (1:0) |          | Arnos Vale Stadium, Kingstown Sędzia: Sherwin Johnson |

| 9 września 2019 | Surinam                                             | 6:0   | Nikaragua |                                                          |
| 00:00 CEST      | Vlijter 9', 11', 30', 65' · Fer 13' · Comvalius 85' | (4:0) |           | André Kamperveen Stadion, Paramaribo Sędzia: Bryan López |

| 11 października 2019 | Saint Vincent i Grenadyny | 2:2   | Surinam          |                                                                |
| 21:00 CEST           | Stewart 58', 90+5' (k.)   | (0:1) | 26', 53' Vlijter | Arnos Vale Stadium, Kingstown Sędzia: Walter López Castellanos |

| 12 października 2019 | Nikaragua                      | 3:1   | Dominika   |                                                            |
| 05:00 CEST           | Chavarría 7', 41' · Rayo 90+1' | (2:0) | 90+3' Wade | Estadio Nacional de Fútbol, Managua Sędzia: Nelson Salgado |

| 14 października 2019 | Surinam | 0:1   | Saint Vincent i Grenadyny |                                                            |
| 23:00 CEST           |         | (0:0) | 68' Stewart               | André Kamperveen Stadion, Paramaribo Sędzia: Oliver Vegara |

| 15 października 2019 | Dominika | 0:4   | Nikaragua                                              |                                           |
| 01:00 CEST           |          | (0:1) | 42' Chavarría · 71', 84' (k.) Bonilla · 90+2' Mendieta | Windsor Park, Roseau Sędzia: Kimbell Ward |

| 15 listopada 2019 | Saint Vincent i Grenadyny | 1:0   | Nikaragua |                                                  |
| 23:00 CET         | Sutherland 60'            | (0:0) |           | Arnos Vale Stadium, Kingstown Sędzia: Reon Radix |

| 16 listopada 2019 | Surinam                          | 4:0   | Dominika |                                                              |
| 01:30 CET         | Apai 15', 88' · Vlijter 60', 74' | (1:0) |          | André Kamperveen Stadion, Paramaribo Sędzia: Sherwin Johnson |

| 18 listopada 2019 | Dominika    | 1:0   | Saint Vincent i Grenadyny |                                               |
| 21:00 CET         | Laville 71' | (0:0) |                           | Windsor Park, Roseau Sędzia: Ricangel de Leça |

| 19 listopada 2019 | Nikaragua   | 1:2   | Surinam                         |                                                                 |
| 04:00 CET         | Fuentes 60' | (0:1) | 21' Comvalius · 53' Hasselbaink | Estadio Nacional de Fútbol, Managua Sędzia: Patrick Senecharles |

## Dywizja C

### Grupa A
| Zespół                               | Pkt | M | W | R | P | Br+ | Br− | +/− |
| ------------------------------------ | --- | - | - | - | - | --- | --- | --- |
| Barbados                             | 12  | 6 | 4 | 0 | 2 | 14  | 4   | +10 |
| Kajmany                              | 12  | 6 | 4 | 0 | 2 | 7   | 8   | -1  |
| Saint-Martin                         | 9   | 6 | 3 | 0 | 3 | 7   | 8   | -1  |
| Wyspy Dziewicze Stanów Zjednoczonych | 3   | 6 | 1 | 0 | 5 | 3   | 11  | -8  |

| 5 września 2019 | Wyspy Dziewicze Stanów Zjednoczonych | 0:2   | Kajmany           |                                                               |
| 21:00 CEST      |                                      | (0:0) | 60', 90+5' Martin | Bethlehem Soccer Stadium, Saint Croix Sędzia: Tristley Bassue |

| 6 września 2019 | Barbados                                  | 4:0   | Saint-Martin |                                                     |
| 00:00 CEST      | Leacock 4' · Blackman 15', 49' · Gale 64' | (2:0) |              | Wildey Turf, Bridgetown Sędzia: Patrick Senecharles |

| 8 września 2019 | Saint-Martin | 1:2   | Wyspy Dziewicze Stanów Zjednoczonych |                                                                                      |
| 21:00 CEST      | Dalmat 78'   | (0:2) | 3' Dennis · 6' Joseph                | Raymond E. Guishard Technical Centre, The Valley (Anguilla) Sędzia: Okeito Nicholson |

| 9 września 2019 | Kajmany                                 | 3:2   | Barbados             |                                                           |
| 01:30 CEST      | Martin 5' · Ebanks 70' · Bellafonte 75' | (1:1) | 14' Hill · 74' Jules | Truman Bodden Stadium, George Town Sędzia: Luis Santander |

| 12 października 2019 | Saint-Martin              | 3:0   | Kajmany |                                                                                   |
|                      | Bellechasse 64', 71', 75' | (0:0) |         | Raymond E. Guishard Technical Centre, The Valley (Anguilla) Sędzia: Oshane Nation |

| 12 października 2019 | Barbados     | 1:0   | Wyspy Dziewicze Stanów Zjednoczonych |                                                 |
|                      | Blackman 55' | (0:0) |                                      | Wildey Turf, Bridgetown Sędzia: Benjamín Pineda |

| 15 października 2019 | Wyspy Dziewicze Stanów Zjednoczonych | 0:4   | Barbados                                             |                                                                 |
|                      |                                      | (0:1) | 17' Leacock · 77' Jules · 80' Lashley · 90' Phillips | Bethlehem Soccer Stadium, Saint Croix Sędzia: Randy Encarnación |

| 15 października 2019 | Kajmany    | 1:0   | Saint-Martin |                                                               |
|                      | Ebanks 75' | (0:0) |              | Truman Bodden Stadium, George Town Sędzia: Fernando Hernández |

| 16 listopada 2019 | Saint-Martin  | 1:0   | Barbados |                                                                                 |
|                   | Chevalier 81' | (0:0) |          | Raymond E. Guishard Technical Centre, The Valley (Anguilla) Sędzia: Bryan López |

| 16 listopada 2019 | Kajmany  | 1:0   | Wyspy Dziewicze Stanów Zjednoczonych |                                                        |
|                   | Hyde 17' | (1:0) |                                      | Truman Bodden Stadium, George Town Sędzia: José Kellys |

| 16 listopada 2019 | Wyspy Dziewicze Stanów Zjednoczonych | 1:2   | Saint-Martin                    |                                                            |
|                   | McGuiness 69'                        | (0:1) | 39' Chevalier · 49' Bellechasse | Bethlehem Soccer Stadium, Saint Croix Sędzia: Moeth Gaymes |

| 16 listopada 2019 | Barbados                    | 3:0   | Kajmany |                                              |
|                   | Hope 32', 90' · Lashley 87' | (1:0) |         | Wildey Turf, Bridgetown Sędzia: Kimbell Ward |

### Grupa B
| Zespół                     | Pkt | M | W | R | P | Br+ | Br− | +/− |
| -------------------------- | --- | - | - | - | - | --- | --- | --- |
| Bahamy                     | 10  | 4 | 3 | 1 | 0 | 10  | 2   | +8  |
| Bonaire                    | 7   | 4 | 2 | 1 | 1 | 10  | 8   | +2  |
| Brytyjskie Wyspy Dziewicze | 0   | 4 | 0 | 0 | 4 | 5   | 15  | -10 |

| 6 września 2019 | Bonaire                                       | 4:2   | Brytyjskie Wyspy Dziewicze |                                                                 |
| 21:00 CEST      | Martha 74', 83' · Seinpaal 78' · Trinidad 81' | (0:1) | 32', 90+2' Forbes          | Ergilio Hato Stadium, Willemstad (Curaçao) Sędzia: Moeth Gaymes |

| 10 września 2019 | Bahamy               | 2:1   | Bonaire        |                                                          |
| 00:00 CEST       | Hall 49' · Heple 78' | (0:0) | 90+2' Seinpaal | Thomas Robinson Stadium, Nassau Sędzia: Ricangel De Leça |

| 10 października 2019 | Brytyjskie Wyspy Dziewicze | 0:4   | Bahamy                                    |                                                                     |
| 21:00 CEST           |                            | (0:1) | 37' (k.) St. Fleur · 55' Hall · 81' Carey | Warner Park Sporting Complex, Basseterre Sędzia: Trevester Richards |

| 13 października 2019 | Brytyjskie Wyspy Dziewicze              | 3:4   | Bonaire                                                          |                                                               |
| 21:00 CEST           | Rowe 45+3' · Forbes 65' · Wiltshire 84' | (1:1) | 25' (k.) Cicilia · 88' Janga · 90+3' (sam.) Medway · 90+5' Koffy | Warner Park Sporting Complex, Basseterre Sędzia: Moeth Gaymes |

| 15 listopada 2019 | Bahamy                                | 3:0   | Brytyjskie Wyspy Dziewicze |                                                         |
| 01:00 CET         | Joseph 9' · St. Fleur 11' · Carey 36' | (3:0) |                            | Thomas Robinson Stadium, Nassau Sędzia: Tristley Bassue |

| 17 listopada 2019 | Bonaire  | 1:1   | Bahamy      |                                                                             |
| 21:00 CET         | Piar 44' | (1:1) | 36' Delancy | Ergilio Hato Stadium, Willemstad (Curaçao) Sędzia: Walter López Castellanos |

### Grupa C
| Zespół    | Pkt | M | W | R | P | Br+ | Br− | +/− |
| --------- | --- | - | - | - | - | --- | --- | --- |
| Gwatemala | 12  | 4 | 4 | 0 | 0 | 25  | 0   | +25 |
| Portoryko | 6   | 4 | 2 | 0 | 2 | 6   | 12  | -6  |
| Anguilla  | 0   | 4 | 0 | 0 | 4 | 2   | 21  | -19 |

| 6 września 2019 | Gwatemala | 10:0  | Anguilla |                                                                            |
| 04:00 CEST      | Vargas 13' · Martínez 18' · Ceballos 37', 82' · Galindo 44' · Guerra 60', 72', 77', 86' · Márquez 90+1' (k.) | (4:0) |          | Estadio Doroteo Guamuch Flores, Gwatemala Sędzia: Randy Encarnacion Solano |

| 10 września 2019 | Portoryko | 0:5   | Gwatemala                                                                                 |                                                             |
| 20:00 CEST       |           | (0:1) | 30' (k.) Ceballos · 54' (k.) Guerra · 61' (k.) Galindo · 66' Stheven Robles · 89' de León | Juan Ramón Loubriel Stadium, Bayamón Sędzia: Ismael Cornejo |

| 13 października 2019 | Anguilla | 0:5   | Gwatemala                                                               |                                                                     |
| 02:00 CEST           |          | (0:2) | 4' Guerra · 18' Santeliz · 61' (k.) Ceballos · 72' Pérez · 90+2' Pineda | Raymond E. Guishard Technical Centre, The Valley Sędzia: Reon Radix |

| 16 września 2019 | Anguilla                    | 2:3   | Portoryko                          |                                                                           |
| 02:00 CEST       | Lake-Bryan 76' · Morgan 89' | (0:2) | 39' Ferrer · 44' Padrón · 54' Díaz | Raymond E. Guishard Technical Centre, The Valley Sędzia: Ricangel de Leça |

| 16 listopada 2019 | Gwatemala                                                        | 5:0   | Portoryko |                                                                  |
| 02:00 CET         | Gallardo 3' · Galindo 19' (k.), 45' · Álvarez 54' · Martínez 82' | (3:0) |           | Estadio Doroteo Guamuch Flores, Gwatemala Sędzia: Nelson Salgado |

| 19 września 2019 | Portoryko                       | 3:0   | Anguilla |                                                            |
| 21:00 CEST       | Rivera 56', 67' (k.) · Vega 82' | (0:0) |          | Juan Ramón Loubriel Stadium, Bayamón Sędzia: Ariel Sánchez |

### Grupa D
| Zespół         | Pkt | M | W | R | P | Br+ | Br− | +/− |
| -------------- | --- | - | - | - | - | --- | --- | --- |
| Gwadelupa      | 12  | 4 | 4 | 0 | 0 | 20  | 2   | +18 |
| Turks i Caicos | 6   | 4 | 2 | 0 | 2 | 8   | 17  | -9  |
| Sint Maarten   | 0   | 4 | 0 | 0 | 4 | 6   | 15  | -9  |

| 7 września 2019 | Gwadelupa                                                 | 5:1   | Sint Maarten |                                                                   |
| 23:00 CEST      | Remothe 5' · David 26', 61' · Baron 48' · Hauterville 89' | (2:0) | 83' Lake     | Stade René Serge Nabajoth, Les Abymes Sędzia: Pierre-Luc Lauzière |

| 10 września 2019 | Turks i Caicos | 0:3   | Gwadelupa                               |                                                                 |
| 21:00 CEST       |                | (0:1) | 13' (k.), 51' (k.) Mirval · 84' Labylle | TCIFA National Academy, Providenciales Sędzia: José Raúl Torres |

| 11 października 2019 | Sint Maarten      | 2:5   | Turks i Caicos                                        |                                                         |
| 01:00 CEST           | Lake 9', 36' (k.) | (2:2) | 18', 45+1', 87' (k.) Forbes · 59' Beljour · 61' Magny | Ergilio Hato Stadium, Willemstad Sędzia: Ismael Cornejo |

| 15 października 2019 | Sint Maarten  | 1:2   | Gwadelupa            |                                                      |
| 01:00 CEST           | Lake 75' (k.) | (0:2) | 10' (k.), 35' Mirval | Ergilio Hato Stadium, Willemstad Sędzia: José Kellys |

| 14 listopada 2019 | Turks i Caicos                        | 3:2   | Sint Maarten             |                                                                 |
| 21:00 CET         | Elcius 37' · Singh 75' · Forbes 90+3' | (2:1) | 12' Lake · 45+1' Boelijn | TCIFA National Academy, Providenciales Sędzia: William Anderson |

| 18 listopada 2019 | Gwadelupa                                                                                            | 10:0  | Turks i Caicos |                                                            |
| 00:00 CET         | Mirval 3', 6', 53' · Valérius 7' · Ramothe 30', 75' · Durbant 39', 63' · Tillé 80' · Anatol 90' (k.) | (5:0) |                | Stade René Serge Nabajoth, Les Abymes Sędzia: Nima Saghafi |

## Turniej finałowy
Początkowo turniej finałowy miał się odbyć w czerwcu 2020, jednak ze względu pandemię COVID-19 został przeniesiony na marzec 2021. Ostatecznie jednak termin turnieju został przesunięty na czerwiec 2021, a gospodarzem zostało jedno miasto – Denver.
Dogrywkę rozgrywano tylko w finale. W półfinałach i meczu o trzecie miejsce w przypadku remisu od razu przechodzono do serii rzutów karnych.

### Klasyfikacja drużyn z pierwszych miejsc
O wyborze przeciwnika w półfinale turnieju finałowego Ligi Narodów decyduje kolejność w klasyfikacji drużyn z pierwszych miejsc. Najlepszy zespół zmierzy się z czwartą drużyną, natomiast drużyna z drugiego miejsca z drużyną z trzeciego miejsca.
| Zespół            | Grupa | Pkt | M | W | R | P | Br+ | Br− | +/− |
| ----------------- | ----- | --- | - | - | - | - | --- | --- | --- |
| Meksyk            | B     | 12  | 4 | 4 | 0 | 0 | 13  | 3   | +10 |
| Honduras          | C     | 10  | 4 | 3 | 1 | 0 | 8   | 1   | +7  |
| Stany Zjednoczone | A     | 9   | 4 | 3 | 0 | 1 | 15  | 3   | +12 |
| Kostaryka         | D     | 6   | 4 | 1 | 3 | 0 | 4   | 3   | +1  |

### Drabinka
|  |                    |                   |           |                    |   |                           |                           |       |
|  | Półfinały          | Półfinały         | Półfinały |                    |   | Finał                     | Finał                     | Finał |
|  | Półfinały          | Półfinały         | Półfinały |                    |   | Finał                     | Finał                     | Finał |
|  | 4 czerwca – Denver |                   |           |                    |   |                           |                           |       |
|  |                    |                   |           |                    |   |                           |                           |       |
|  | Honduras           | Honduras          | 0         |                    |   |                           |                           |       |
|  | Honduras           | Honduras          | 0         | 7 czerwca – Denver |   |                           |                           |       |
|  | Stany Zjednoczone  | Stany Zjednoczone | 1         |                    |   |                           |                           |       |
|  | Stany Zjednoczone  | Stany Zjednoczone | 1         |                    |   | Stany Zjednoczone (dogr.) | Stany Zjednoczone (dogr.) | 3     |
|  | 4 czerwca – Denver |                   |           |                    |   | Stany Zjednoczone (dogr.) | Stany Zjednoczone (dogr.) | 3     |
|  |                    |                   | Meksyk    | Meksyk             | 2 |                           |                           |       |
|  | Meksyk             | Meksyk            | Meksyk    | Meksyk             | 2 | 0 (5)                     |                           |       |
|  | Meksyk             | Meksyk            |           |                    |   |                           |                           |       |
|  | Kostaryka          | Kostaryka         | 0 (4)     |                    |   |                           |                           |       |
|  | Kostaryka          | Kostaryka         | 0 (4)     | Mecz o 3. miejsce  |   |                           |                           |       |
|  |                    |                   |           |                    |   |                           |                           |       |
|  | 6 czerwca – Denver |                   |           |                    |   |                           |                           |       |
|  |                    |                   |           |                    |   |                           |                           |       |
|  | Honduras           | Honduras          | 2(5)      |                    |   |                           |                           |       |
|  | Honduras           | Honduras          | 2(5)      |                    |   |                           |                           |       |
|  | Kostaryka          | Kostaryka         | 2(4)      |                    |   |                           |                           |       |
|  | Kostaryka          | Kostaryka         | 2(4)      |                    |   |                           |                           |       |

### Półfinały
| 4 czerwca 2021 01:30 CEST | Honduras | 0:1(0:0)Raport | Stany Zjednoczone · 89' Siebatcheu | Sports Authority Field at Mile High, Denver Widzów: 34 451 Sędzia: Oshane Nation |
|                           |          |                |                                    |                                                                                  |

| 4 czerwca 2021 04:00 CEST                           | Meksyk | 0:0 k. 5:4(0:0)Raport                               | Kostaryka | Sports Authority Field at Mile High, Denver Widzów: 34 451 Sędzia: Bryan Lopez |
|                                                     |        |                                                     |           |                                                                                |
|                                                     |        | Rzuty karne                                         |           |                                                                                |
| Antuna · Lozano · Pineda · Pulido · Romo · Gallardo |        | Venegas · Duarte · Alfaro · Lassiter · Calvo · Cruz |           |                                                                                |

### Mecz o trzecie miejsce
| 7 czerwca 2021 00:30 CEST                             | Honduras · E. Rodríguez 48' · Elis 80' | 2:2 k. 5:4(0:1)Raport                               | Kostaryka · 8' Campbell · 84' Calvo | Sports Authority Field at Mile High, Denver Widzów: 37 684 Sędzia: Reon Radix |
|                                                       |                                        |                                                     |                                     |                                                                               |
|                                                       |                                        | Rzuty karne                                         |                                     |                                                                               |
| A. López · Elis · Benguché · Toro · Acosta · Alvarado |                                        | Venegas · Calvo · Lassiter · Torres · Mora · Tejeda |                                     |                                                                               |

### Finał
| 7 czerwca 2021 03:00 CEST | Stany Zjednoczone · Reyna 27' · McKennie 82' · Pulisic 114' (k.) | 3:2 po dogrywce(1:1, 2:2, 2:2)Raport | Meksyk · 2' Corona · 79' Lainez | Sports Authority Field at Mile High, Denver Widzów: 37 684 Sędzia: John Pitti |
|                           |                                                                  |                                      |                                 |                                                                               |

## Strzelcy

### Dywizja A
4 gole
- Jordan Morris
- Weston McKennie

3 gole
- Nahki Wells
- Alberth Elis
- Junior Hoilett
- Francisco Calvo
- José Juan Macías
- Josh Sargent

2 gole
- Elson Hooi
- Frantzdy Pierrot
- Brayan Moya
- Alphonso Davies
- Uriel Antuna
- Raúl Jiménez
- Gabriel Torres
- Christian Pulisic
- Gyasi Zardes

1 gol
- Dante Leverock
- Rangelo Janga
- Duckens Nazon
- Douglas Martínez
- Juan Ramón Mejía
- Edwin Rodríguez
- Jonathan Toro
- Lucas Cavallini
- Jonathan David
- Doneil Henry
- Jonathan Osorio
- Steven Vitória
- Joel Campbell
- José Guillermo Ortiz
- Johan Venegas
- Jordy Delem
- Cyril Mandouki
- Emmanuel Rivière
- Roberto Alvarado
- Edson Álvarez
- Francisco Sebastián Córdova
- Jesús Corona
- Héctor Herrera
- Diego Lainez
- Hirving Lozano
- Radolfo Pizzarro
- Rolando Blackburn
- Adalberto Carrasquilla
- Aaron Long
- Giovanni Reyna
- Jordan Siebatcheu
- Joevin Jones
- Kevin Molino
- Ryan Telfer

Gole samobójcze
- Darío Ramos (dla Stanów Zjednoczonych)
- Romario Barthéléry (dla Hondurasu)
- Carlos Salcedo (dla Panamy)
- Harold Cummings (dla Bermudów)
- Daniel Carr (dla Martyniki)

### Dywizja B
10 goli
- Gleofilo Vlijter

6 goli
- Jamal Charles

4 gole
- Trayon Bobb
- Shamar Nicholson
- Rowan Liburd

3 gole
- Carlos Chavarría
- Cornelius Stewart

2 gole
- Junior Benjamin
- Deon McCaulay
- Sheldon Holder
- Emery Welshman
- Maalique Foster
- Dever Orgill
- Alvas Powell
- Chavany Willis
- Juan Carlos Portillo
- Rodolfo Zelaya
- Ivenzo Comvalius

1 gol
- D’Andre Bishop
- Daniel Bowry
- Quinton Griffith
- Tevaughn Harriette
- Nathaniel Jarvis
- Gregor Breinburg
- Glenbert Croes
- Noah Harms
- Joshua John
- Terence Groothusen
- Ian Gaynair
- Ean Lewis
- Michael Salazar
- Elroy Smith
- Anfernee Frederick
- Audel Laville
- Julian Wade
- Jairo Bueno
- Josh García
- Rudolf González
- Jean Carlos López
- Dorny Romero
- Kairo Mitchell
- A.J. Paterson
- Matthew Briggs
- Kadell Daniel
- Callum Harriott
- Pernell Schultz
- Alex Éric
- Miguel Haabo
- Jessy Marigard
- Joël Sarrucco
- Leon Bailey
- Brian Brown
- Javon East
- Junior Flemmings
- Ricardo Morris
- Bobby Reid
- Peter-Lee Vassell
- Lamar Walker
- Devon Williams
- Adrian Clifton
- James Comley
- Nathan Pond
- Spencer Weir-Daley
- Byron Bonilla
- Rigoberto Fuentes
- Ricardo Mendieta
- Ulises Rayo
- G'Vaune Amory
- Tahir Hanley
- Omari Sterling-James
- Tyquan Terrell
- Kurt Frederick
- Antonio Joseph
- Oalex Anderson
- Chavel Cunningham
- Jahvin Sutherland
- Nelson Bonilla
- Darwin Cerén
- Roberto Domínguez
- Narciso Orellana
- Pablo Punyed
- Dimitrie Apai
- Donnegy Fer
- Nigel Hasselbaink

Gole samobójcze
- Noah Harms (dla Antigui i Barbudy)
- Jamal Yorke (dla Nikaragui)

### Dywizja C
7 goli
- Raphael Mirval

6 goli
- Edi Danilo Guerra

5 goli
- Gerwin Lake

4 gole
- Alejandro Galindo
- Marvin Ceballos
- Yannick Bellechasse
- Billy Forbes

3 gole
- Nick Blackman
- Tyler Forbes
- Michael Martin

2 gole
- Quinton Carey
- Happy Hall
- Lesly St. Fleur
- Rashad Jules
- Hallam Hope
- Armando Lashley
- Omani Leacock
- Edshel Martha
- Yurick Seinpaal
- Florian David
- Dimitri Ramothe
- Jonah Ebanks
- Sidney Rivera
- Yannick Chevalier

1 gol
- Kyle Lake-Bryan
- Calvin Morgan
- Terry Delancy
- Cameron Hepple
- Marcel Joseph
- Thierry Gale
- Akeem Hill
- Zico Phillips
- Ayrton Cicilia
- Rilove Janga
- Jurven Koffy
- Jursten Trinidad
- Bailey Rowe
- Jerry Wiltshire
- Elbert Anatol
- Anthony Baron
- Geoffray Durbant
- Ronan Hauterville
- Likendy Labylle
- Vikash Tillé
- Vidian Valérius
- Yeltsin Álvarez
- Luis de León
- Carlos Gallardo
- Jean Márquez
- José Carlos Martínez
- Luis Martínez
- Wilber Pérez
- Wilson Pineda
- Stheven Robles
- Edward Santeliz
- Jorge Vargas
- Jorel Bellafonte
- Ackeem Hyde
- Gerald Díaz
- José Ferrer
- Giovanni Padrón
- Devin Vega
- Wilfried Dalmat
- Remsley Boelijn
- Jeff Beljour
- José Elcius
- Herby Magny
- Lenford Singh
- Aaron Dennis
- Raejae Joseph
- Ramesses McGuiness

Gol samobójczy
- Charles Medway (dla Bonaire)